# Евеліна Сашенко
Евелі́на Саше́нко (пол. Ewelina Saszenko; лит. Evelina Sašenko; нар. 26 липня 1987, Рудішкес.) — литовська джаз-співачка польсько-українського походження. Співачка відома у своїй країні завдяки участі в багатьох телевізійних проєктах.

## Життєпис
Народилася 26 липня 1987 року у місті Рудішкес.
Навчається в Литовській академії Музики і Театру.

### Кар'єра
Співачка почала кар'єру ще дитиною, ставши переможницею вокального конкурсу «Dainų dainelė» (для дітей). 
У 2009 році отримала популярність у країнах Балтії після участі на місцевому конкурсі оперної музики «Triumfo arką». У 2010 році брала участь у національному відборі на Євробачення 2010 в Осло, зайняла третю позицію. 
Вже в наступному році здобула перемогу на відбірковому конкурсі з піснею англійською і французькою мовами «C'est ma vie» («Це моє життя»). Пісня була виконана в першому півфіналі, і отримала достатню підтримку з боку європейської телеаудиторії, щоб вийти у фінал конкурсу, де Евеліна Сашенко зайняла 19 місце.

## Дискографія

### Альбоми
- 2011 — TBA

### Сингли
- 2010 — For this I'll pray
- 2011 — C´est ma vie